# Psalmodikon
Et psalmodikon (af gr. psalmos, se salme) er et musikinstrument som udgøres af en lang, smal resonanskasse med en eller flere strenge udspændt over gribebrættet. Det blev især brugt i Skandinavien i midten af 1800-tallet til støtte for salmesang i skole og hjem.
Instrumentets oprindelse og brug knyttes til Skandinavien i 1820'erne. En dansk 'Lieutnant og Skolelærer' Jens Worm Bruun (1781-1836) angives at have opfundet det. En svensk præst og salmedigter Johan Dillner videreudviklede det og bragte det fra omkring 1830 i anvendelse i menigheder der ikke havde råd til orgel. Også i Norge blev det anvendt til indlæring af salmer efter ciffernotation i skole og hjem. Senere i 1800-tallet vandt harmoniet frem som afløser.
| „ | Hr. J. W. Bruun, Lieutnant og Skolelærer, har udfundet et Instrument, kaldet Psalmodicon, hvis Hensigt er at yde en sikker Veiledning ved Underviisning i Tonestigen, Accorder, Charole, etc.. Det er simpelt, at enhver Snedker kan forfærdige det, og dog kan derpaa udføres Alt, hvad der kan synges, Alt hvad nogetsomhelst Instrument kan frembringe. Man kan lære at spille det i første Time, og i den anden spiller man fra Bladet. Det kan aldrig forstemmes, thi hvordan det end staar, er det dog altid stemt. Det har kun een Streng men derpaa haves alle høilige Toner lige indtil Fugle- og Musepib. Det vil, siger Proffessor Scholl i sin Anbefaling: som et ubekosteligt Børneinstrument vække Gehører og give en ypperlig Forøvelse til videre Fremskridt i Musiken, hvorfor han ønsker Psalmadicon almindelig bekjendt. (Det faaes tilkiøbs i København hos Musikhandler Lohse for 1 Rdr.-Sølv. Her i Aarhuus kan man faae det at se paa Adressekontoiret). | “ |
|   | — Aarhus Stiftstidende 1824-05-01 |   |

## Galleri
- Psalmodikon
- Lydhul
- Stemmeskruer

- Gribebrættets profil.
- Psalmodikon fra Dalarne, oprindelig med tre strenge, 1869
- To psalmodikon i bygdesamling på øen Tjøtta i Alstahaug, Norge